# Schiedea lydgatei
Schiedea lydgatei är en nejlikväxtart som beskrevs av Wilhelm B. Hillebrand.
Schiedea lydgatei ingår i släktet Schiedea och familjen nejlikväxter. Inga underarter finns listade i Catalogue of Life.